# Charlie Rich
Charles Allan "Charlie" Rich, född 14 december 1932 i Colt, Arkansas, död 25 juli 1995 i Hammond, Louisiana, var en amerikansk countrysångare och låtskrivare. Han var känd för hitlåtar som "Behind Closed Doors" och "The Most Beautiful Girl" från 1973.

## Diskografi (urval)
Album
- 1960 – Lonely Weekends with Charlie Rich
- 1964 – Charlie Rich
- 1965 – That's Rich
- 1965 – Big Boss Man
- 1965 – The Many New Sides of Charlie Rich
- 1965 – The Best Years
- 1967 – Charlie Rich Sings Country & Western
- 1968 – Set Me Free
- 1969 – The Fabulous Charlie Rich
- 1970 – Lonely Weekends
- 1970 – Boss Man
- 1970 – She Loved Everybody but Me
- 1971 – A Time for Tears'"
- 1972 – The Best of Charlie Rich
- 1973 – I Do My Swingin' at Home
- 1973 – Behind Closed Doors
- 1973 – Tomorrow Night
- 1974 – Charlie Rich Sings the Songs of Hank Williams & Others
- 1974 – The Early Years
- 1974 – The Memphis Sound
- 1974 – Sun's Golden Treasure
- 1974 – Sun's Best of Charlie Rich
- 1974 – Arkansas Traveler'"
- 1974 – Fully Realized
- 1974 – She Called Me Baby
- 1974 – There Won't Be Anymore
- 1974 – Very Special Love Songs
- 1974 – The Best of Charlie Rich
- 1975 – Everytime You Touch Me (I Get High)
- 1975 – Greatest Hits
- 1975 – The Silver Fox
- 1976 – Greatest Hits
- 1976 – Silver Linings
- 1976 – The World of Charlie Rich
- 1977 – Big Boss Man/My Mountain Dew
- 1977 – Rollin' with the Flow
- 1977 – Take Me
- 1978 – Classic Rich
- 1978 – Classic Rich Vol. 2
- 1978 – I Still Believe in Love
- 1978 – The Fool Strikes Again
- 1979 – Nobody but You
- 1980 – Once a Drifter

Singlar (topp 10 på Billboard Hot Country Songs)
- 1972 – "I Take It on Home" (#6)
- 1973 – "Behind Closed Doors" (#1)
- 1973 – "The Most Beautiful Girl" (#1)
- 1974 – "A Very Special Love Song" (#1)
- 1974 – "I Love My Friend" (#1)
- 1975 – "My Elusive Dreams" (#3)
- 1975 – "Every Time You Touch Me (I Get High)" (#3	)
- 1975 – "All Over Me" (#4)
- 1975 – "Since I Fell for You" (#10)
- 1977 – "Rollin' with the Flow" (#1)
- 1978 – "Puttin' in Overtime at Home" (#8)

## Utmärkelser
Academy of Country Music
- 1973 Album of the Year – Behind Closed Doors
- 1973 Single of the Year – "Behind Closed Doors"
- 1973 Top Male Vocalist

American Music Awards
- 1974 Favorite Country Single – "Behind Closed Doors"
- 1975 Favorite Country Male Artist
- 1975 Favorite Country Single – "The Most Beautiful Girl"

Country Music Association
- 1973 Album of the Year – Behind Closed Doors
- 1973 Single of the Year – "Behind Closed Doors"
- 1973 Male Vocalist of the Year
- 1974 Album of the Year – "A Very Special Love Song"
- 1974 Entertainer of the Year

Grammy Awards
- 1974 Best Country Vocal Performance, Male – "Behind Closed Doors"
- 1998 Grammy Hall of Fame Award – "Behind Closed Doors"